# Culti neolitici in Abruzzo
Le ricerche condotte nella regione hanno messo in luce una grande varietà di manifestazioni riconducibili a pratiche rituali. I siti che hanno restituito tracce legate all'espletazione di culti si trovano sia in grotta che in abitato e riguardano il Neolitico antico, medio e recente. Allo stato attuale delle ricerche per il Neolitico antico i siti interessati sono Grotta Sant'Angelo, Grotta delle Marmitte di Ofena, Grotta dei Piccioni, Marcianese, Fonti Rossi a Lama dei Peligni, Santo Stefano di Ortucchio e Grotta Continenza. Per il Neolitico medio le evidenze materiali riguardano Grotta Sant'Angelo, Catignano, Villa Badessa, Grotta dei Piccioni; il Neolitico recente ha lasciato tracce a Grotta Sant'Angelo, Grotta delle Marmitte di Ofena, Grotta dei Piccioni, Grotta Maritza, Villaggio di Ripoli, Villa Badessa, Settefonti, Fossacesia, Paterno.
I dati finora raccolti permettono di ricostruire l'esistenza di tre principali forme di culto:
1. Rituali di offerta e propiziatori: Sono connessi alla sfera agraria e collegati probabilmente anche al mondo dei morti vista la presenza in tali contesti di resti umani derivati da ipotetici sacrifici. Si tratta nella maggior parte dei casi di resti di bambini le cui morti sono da accostare probabilmente al significato che si dava alla rigenerazione periodica della vegetazione: la morte seguita dalla rinascita.
2. Culti dedicati alle acque: L'acqua, intesa come fonte di ogni forma di vita, acquista un'importanza fondamentale soprattutto a partire dal Neolitico, quando agricoltura e allevamento diventano le principali forme di sostentamento. Essa probabilmente era adorata sia in quanto forza della natura che per le sue forme vivificanti, germinative, fecondanti e, in alcuni casi, medicamentose.
3. Riti di fondazione: Sono connessi alla presenza di crani o deposizioni particolari all'interno di ambienti domestici.

## Oggetti correlati ai culti
Nei contesti cultuali è presente una serie di manufatti connessi alla sfera religiosa, tra cui alcuni prodotti esclusivamente per fini cultuali, altri, concepiti inizialmente per svolgere attività legate alla vita quotidiana, acquistano in un secondo momento una valenza magico-religiosa. A quest'ultimo caso si connette spesso la presenza di schemi iconografici, aventi valore sacro, su oggetti della vita quotidiana: simbolo della compenetrazione tra il mondo sacro e profano. Ci sono vari tipi di manufatti.

### Fosse
l'uso per fini rituali è attestato fin dalle fasi più antiche della Cultura delle ceramiche impresse (6800-6100 BP). Le fosse sembrano connesse a un tipo di religione ctonia in cui esse con il semplice atto di scavare permettevano all'uomo di congiungersi alla terra, intesa come madre dispensatrice di cibo. Le dimensioni variano dai 30 cm a oltre 1,5 m di profondità e larghezza. Una variante è costituita dalle fosse rivestite in argilla le quali possono avere un significato cultuale ma possono anche rispondere a un'esigenza funzionale ancora sconosciuta. Sono attestate due diverse procedure per il riempimento delle fosse: alcune contengono oggetti vari o resti scheletrici deposti intenzionalmente, altre sembrano essere state scavate contemporaneamente e riempite subito dopo con il materiale di risulta comprendente anche oggetti provenienti da altri livelli del terreno, senza traccia visibile di deposizioni intenzionali.

### Recinti litici
Sono attestati a partire dal Neolitico medio (6100-5900 BP) ma sono tipici del Neolitico recente (5900-5400 BP). La tipologia di recinto posto a completare una fossa ha origine più antica ed è stata rinvenuta in contesti appartenenti alla fase delle ceramiche impresse (Neolitico antico). In tali recinti si sono ricercati vari significati quali la volontà di delimitare uno spazio sacro inteso come una primitiva forma di santuario, un recinto vero e proprio volto a tutelare il profano dal pericolo cui si esporrebbe penetrandovi dentro senza avvedersene. Nel caso di delimitazione di una sepoltura, potrebbe trattarsi di un modo per rendere inoffensivo lo spirito del defunto.
Adattamenti di particolari cavità naturali: la grotta ha da sempre richiamato il “Sacro”, anche durante le epoche storiche; probabilmente tali cavità erano il luogo più adatto per instaurare un legame con la Terra Madre e le divinità infere che si attuava attraverso riti misterici di iniziazione e incubazione.

### Statuine femminili
Sono documentate soprattutto nei siti di abitato e distribuite su tutta la penisola durante l'arco del Neolitico; la loro origine culturale è da ricercare nel mondo est europeo e balcanico con profonde radici nel Neolitico preceramico del Vicino Oriente. Rappresenterebbero una sorta di Grande Madre connessa alla fertilità. La resa formale è diversa rispetto alle “Veneri” Paleolitiche: le statuine neolitiche presentano i tratti del viso, gli elementi del vestiario e la capigliatura in risalto. Sono attestate nella regione le statuine a modulo piatto o cosiddette della “Dea seduta” e quelle a modulo cilindrico.

### Idoli
Si tratta di produzioni tipiche di determinate culture o siti e con caratteri piuttosto eterogenei, difficilmente riconducibili a precise categorie iconografiche e stilistiche. I supporti utilizzati sono osso, legno, terracotta e pietra, presentano decorazioni antropomorfe e geometrico-lineari incise, dipinte o a basso rilievo. Per il tipo di supporto utilizzato sembrerebbero dei retaggi mesolitici misti a un nuovo simbolismo neolitico.

### Elementi fittili antropomorfi e zoomorfi
Per questo gruppo sono stati individuati vasi con decorazioni impresse, plastiche, dipinte o graffite: si tratta di protomi antropomorfe su orlo di vasi (attestate soprattutto durante il Neolitico antico), sopraelevazioni di anse di vaso (attestate dal Neolitico antico al recente), raffigurazioni di schematiche figure umane su pareti di vaso (a partire dal Neolitico medio). Ancora nella categoria rientrano alcune statuine la cui produzione riporta all'areale balcanico dove sono numerosissime, mentre andando verso occidente diventano più sporadiche; infine pochissimi esemplari di vasi zoomorfi tra cui uno proveniente dal sito di Santo Stefano di Ortucchio (Neolitico antico). Si pensa potessero contenere offerte votive.

### Pintadere
Sono “punzoni” fittili che hanno un certo legame con pratiche magiche aventi scopo terapeutico. Sulla penisola italiana si concentrano prevalentemente nell'area meridionale, dal Neolitico antico al medio, e settentrionale, durante il Neolitico medio; in Abruzzo vi sono solo rare attestazioni.

### Tokens
Rondelle fittili con foro centrale che si trovano in vari contesti cultuali sia dell'Italia centro-settentrionale che meridionale del Neolitico medio e recente. In Abruzzo si è rilevata una mediocre presenza. Alcuni studiosi più che connetterli alla sfera cultuale li hanno interpretati come strumenti da gioco.
Deposizione di macine: Evocativa di una ritualità collegata al raccolto e tipica degli ambienti in grotta; spesso si rinvengono con la faccia d'uso rivolta verso il basso e con tracce d'ocra.

### Ciottoli dipinti
Provengono soprattutto da contesti in grotta del Neolitico medio e recente; spesso vi si ritrovano pitture lineari effettuate con ocra rossa o bitume. Tali decorazioni mostrano somiglianze iconografiche con i ciottoli aziliani per cui si potrebbe pensare a un possibile retaggio ideologico della tradizione mesolitica.

### Presenza di ocra e argilla
L'ocra è un elemento vitale connesso al sangue; compare già nei contesti funerari del Paleolitico superiore ma con il Neolitico anziché sulle ossa si ritrova su macine o all'interno di vasi. L'argilla è un elemento primordiale per la stretta relazione che ha con la Terra; è presente sotto forma di diverse manifestazioni che vanno dal rivestimento di fossette a quello di vasi o all'imitazione di oggetti solitamente costruiti in altro materiale.

### Deposizione di vasi capovolti, senza fondo e oggetti frantumati
I vasi capovolti vengono in genere interpretati come l'attuazione di una pratica di inversione: il mondo dei morti è opposto, capovolto rispetto a quello dei vivi. I vasi senza fondo e gli oggetti frantumati risponderebbero entrambi alla volontà di rendere inoffensivo il defunto o di impedire l'uso dei suoi oggetti. Quest'ultima è una pratica che avrà largo seguito durante l'Età dei metalli.

### Presenza di resti umani, animali e vegetali
La maggior parte delle ossa umane e animali presenti nei contesti cultuali, soprattutto in grotta, presenta tracce di combustione dovute molto probabilmente a fuochi accesi per funzioni che oggi è difficile comprendere: fattori rituali, parziale essiccamento, banchetti funebri? Nell'ambito del Neolitico italiano si sono registrati due soli casi di ossa cremate all'interno di contesti cultuali: uno di questi siti si trova proprio in Abruzzo, precisamente a Grotta Continenza. Alcuni studiosi attribuiscono tali resti cremati a culti legati alla fertilità. Altre ossa, soprattutto animali, presentano tracce di macellazione che farebbero pensare a offerte connesse a riti funebri. I resti vegetali associati ai resti umani, in particolari situazioni, sarebbero legati a culti agrari che prevedevano l'offerta di primizie.

## I Siti

### Grotta Sant'Angelo sulla Montagna dei Fiori
Il sito si trova nella Valle della Vibrata, sulla riva sinistra del torrente Salinello; la grotta presenta una ricca serie stratigrafica che va dal Neolitico antico fino all'Età del Bronzo recente. All'interno il sito è ripartito in tre ambienti costituiti da una sala ovale, una camera con stalattiti e una piccola camera chiamata “grotta oscura”. La fase inerente al Neolitico ha mostrato un livello legato alla Cultura a ceramica impressa (tagli 16-13), un livello legato alla Cultura di Catignano (tagli 12-10) e un ultimo livello connesso alla Cultura di Ripoli (tagli 9-8). Nel susseguirsi delle culture le pratiche rituali sono rimaste connesse all'apertura di buche sacre. Esse sono in totale 25 (la maggior parte legate alla Cultura di Catignano) e hanno un diametro compreso tra i 30 e gli 80 cm, a parte due, la numero 13 e 15, di 1,5 m; la profondità varia tra i 20-30 e i 40–90 cm. Una eccezione è costituita da una grande fossa che attraversa tutto il deposito stratigrafico, profonda 1,75 m. Alcune buche presentano deposizioni intenzionali, altre sono state scavate contemporaneamente e riempite con lo stesso materiale di risulta secondo uno specifico rituale.
Per il livello caratterizzato dalla Cultura a ceramica impressa è stato dedotto che tali genti si insediarono sul crollo sovrastante un deposito di argilla, lì accesero fuochi (com'è dimostrato dalla presenza di un terriccio grigio-bruno misto a pietre, ceneri e carboni) e praticarono culti connessi alla sfera funeraria e agraria. Gli elementi sacri da ricondurre a tale periodo sono costituiti da tre fosse contenenti un frammento di macina su lastra di arenaria, resti umani, chicchi di grano e frammenti di mele e pere selvatiche bruciate. Una di queste fosse era chiusa da un pietrone. Sono stati rinvenuti resti ossei sparsi per tutto il deposito e anche se alcuni furono sottoposti all'azione del fuoco non è certo che si sia trattato di cremazione.
Altri reperti sparsi sono rappresentati da industria litica, ossea e ceramica; quest'ultima rappresentata da alcune forme vascolari come dei vasi con fori sotto l'orlo o con alta piastra forata; la loro presenza fa ipotizzare una certa correlazione con alcune pratiche rituali, non è un caso se identiche tipologie vascolari si trovano solo in contesti cultuali come quello di Grotta Continenza. Per l'industria litica si può parlare di una prevalenza di elementi di falcetto i quali sarebbero da rapportare con i resti di cereali bruciati e dunque con culti agrari. La presenza di una imitazione del canino di cervo potrebbe avere un significato sacrale in quanto il cervo manca tra i resti di pasto.
Per il livello caratterizzato dalla Cultura di Catignano si trovano dieci buche, che contengono vari resti scheletrici. Gli altri elementi cultuali legati a tale fase sono rappresentati da due ciottoli, uno ovale con inizio di foro sulle due facce (probabile pendaglio), l'altro recante striature irregolari all'estremità di una faccia. Da notare anche la presenza di tre frammenti di macina, una testina di bovide in argilla figulina, un cornetto di argilla figulina, una piccola semisfera di argilla figulina.
Alla cultura di Ripoli appartengono come elementi cultuali una rondella (Token) ricavata da un frammento di vaso in ceramica fine rossastra, lucidata e levigata lungo il contorno, due macine, due piastrine di Triton (conchiglie) di cui una senza foro con tracce di ocra, alcune ceramiche dipinte appartenenti alla fase arcaica di Ripoli interpretate come un bene di prestigio con significato religioso, due fuseruole decorate a linee incise e radiali connesse alla cultura tardo neolitica di Chassey-Lagozza.

### Grotta delle Marmitte di Ofena
Si tratta di un fondo di grotta posto sul Monte Serra nel territorio di Ofena, costituito da una serie di cavità dalla forma cilindrica. Tali cavità, che ricordano delle “marmitte”, sono dei pozzetti naturali aventi una profondità compresa tra i 50 e gli 80 cm e un diametro tra i 30 e i 50 cm.
Il sito è stato frequentato con continuità dal Neolitico antico fino all'età romana; a quest'ultima fase risale una stipe votiva del I-II secolo d.C. rinvenuta all'interno di una “marmitta”.
Per quanto riguarda i livelli neolitici è stata rintracciata una fase legata alla Cultura delle ceramiche impresse (Neolitico antico) e un'altra appartenente alla Cultura di Ripoli (Neolitico recente).
L'uso cultuale della grotta per il Neolitico in realtà è solo ipotizzabile poiché sarebbe attestato solo dalla deposizione di ceramica presente all'interno di 22 fossette. Interessante è la “marmitta” numero 44 la cui imboccatura è sottolineata da un semicerchio di pietre che si ricongiunge a quello costituito naturalmente dalla parete di roccia. Questo elemento ricorderebbe i circoli in pietra rinvenuti a Grotta dei Piccioni, noti per la forte valenza cultuale.

### Grotta dei Piccioni
La Grotta dei Piccioni si apre su una parete di calcare che forma la sponda sinistra del fiume Orta ed è costituita da due grandi ambienti separati da una parete rocciosa: il primo settore è circolare, il secondo è caratterizzato da un largo corridoio che va ampliandosi verso il lato destro della grotta. La serie stratigrafica rintracciata in occasione degli scavi percorre un periodo abbastanza lungo che va dal Neolitico antico fino all'età romana. Il sito ha restituito reperti materiali e umani, legati  alle culture della ceramica impressa e di Catignano, ma in quantità più importanti a quella di Ripoli. Rimane oggetto di interpretazione il significato degli 11 circoli di pietra ritrovati in grotta, e la presenza nel loro interno dei reperti litici e umani ritrovati al loro interno.

### Grotta Continenza
Il sito si apre sulle pendici del monte Labrone e si trovava lungo l'antica sponda meridionale del Fucino, nei pressi di Trasacco. La grotta è una vasta camera suggellata da stalattiti e stalagmiti e comprende un cunicolo sulla destra che si addentra nella montagna. A sinistra presenta un ambiente non comunicante col primo. La serie stratigrafica va dal Paleolitico superiore fino all'età romana senza interruzioni tra una fase e l'altra; in età moderna il sito ha comunque continuato a essere frequentato sempre per fini rituali.
Riguardo al Neolitico i tagli 3-24 sono interessati dalla presenza di resti appartenenti alla Cultura delle ceramiche impresse, la stratigrafia superiore è interessata da labili tracce appartenenti alla cultura di Catignano, Ripoli e Paterno.
La fase delle ceramiche impresse si può ripartire in un momento più arcaico e uno più maturo. La fase arcaica è interessata da un grande focolare ubicato all'ingresso della grotta interna, da un'abbondanza di schegge di lavorazione in selce, da molta fauna selvatica (cervo) e da ossa umane frammentate e sparse per tutto il deposito. Tali elementi più che far pensare a un uso cultuale sembrano connessi a una intensa frequentazione del sito, forse collegata alla caccia, da parte di genti che abitavano il vicino villaggio di Santo Stefano di Ortucchio. La fase più matura invece è caratterizzata dalla presenza di una fauna quasi esclusivamente domestica, rappresentata attraverso deposizioni di animali interi, alcuni con tracce di macellazione, e da una cospicua presenza di sepolture ed elementi cultuali. In questa fase la grotta fu interessata da lavori di adattamento che si concentrarono all'ingresso della grotta interna, forse per renderla più idonea a una frequentazione di tipo rituale.
Gli aspetti cultuali sopra citati rivestono un grande significato in quanto il rinvenimento delle numerose deposizioni di animali, in molti casi provenienti dalle stesse aree di rinvenimento dei resti umani, farebbe ipotizzare la pratica di riti funebri associati a offerte. Le sepolture umane sono numerose: sono stati contati 18 adulti e 15 giovani. Tra questi gli scheletri meglio conservati sono quello di un bambino di 4-5 anni acefalo, rannicchiato e protetto da alcuni blocchi, quello di un altro bambino acefalo deposto entro fossa ovale e con resti di un altro bambino intorno allo scheletro, quello di un adulto con feto posto in una nicchia della parete destra della grotta. La grande presenza di bambini e adolescenti è un fenomeno comune anche ad altre grotte neolitiche e connesso a riti di fertilità della terra (Antonio Mario Radmilli, 1975); secondo Vitiello invece più che rispondere a un aspetto cultuale il fenomeno potrebbe ricondursi all'alta mortalità infantile tipica del periodo (La Grotta Continenza di Trasacco. I livelli a ceramiche, 1989-90). Notevoli sono le buche sacre, sia semplici che foderate di limo; esse sono più o meno larghe e poco profonde. Una buca contiene un fondo di vaso spalmato di limo giallo, un'altra è stata scavata all'interno di una pavimentazione effettuata con il limo portato nella grotta dal vicino lago del Fucino. Tale buca all'interno conteneva un vaso senza fondo chiuso all'estremità superiore con coperchio ottenuto da un frammento di ceramica; in prossimità delle buche sono state ritrovate tracce di focolari.
L'aspetto più caratterizzante di questo sito è comunque rappresentato dalla presenza di un complesso di resti umani cremati che ancora oggi insieme al sito di Grotta Pavolella (Calabria) costituisce un caso unico per il Neolitico antico italiano. Il complesso è costituito da 4 vasi contenenti i resti di due bambini e di un adulto.
Il vaso A è un contenitore a corpo ellissoidale, stretta imboccatura e 4 fori cilindrici sotto il labbro, superfici interna ed esterna spalmate di argilla gialla; all'interno vi sono i resti di un bambino di quattro anni. La copertura è costituita da un frammento di ceramica.
Il vaso B ha il corpo ellissoidale schiacciato e collo diritto; all'interno contiene i resti di un bambino di otto anni.
Il vaso C è di piccole dimensioni, ha collo troncoconico e anse a maniglia con corpo a bastoncello cilindrico. All'interno contiene minutissimi frammenti cranici di adulto, 2 lamette e 1 scheggia di selce.
Il vaso D è costituito da un fondo con tracce di ocra.
Tutti i vasi elencati sono coperti all'imboccatura dai resti cremati di una donna; nelle vicinanze dei vasi è stato trovato un ammasso di ocra e una buchetta di argilla.

### Grotta Maritza
Si trova sul fianco nord-ovest del monte Praticelle, a 50 m sopra la piana del Fucino. Le frequentazioni del sito vanno dal Paleolitico superiore all'età romana. La fase neolitica è interessata per i tagli 29-24 dalla Cultura di Ripoli classico; a seguire i tagli dal 23 al 22 sono caratterizzati dalla Cultura di Ripoli recente, i cui resti sono frammisti a reperti appartenenti alla contemporanea Cultura meridionale di Diana.
Nel contesto Ripoli classico sono stati trovati in prossimità di una parete della grotta i resti ossei di 1 uomo adulto, di due donne, di un giovane di quindici anni e di un bambino di sette-otto anni. Tra essi sono stati riscontrati dei pesi da rete che potrebbero esser letti in chiave cultuale, vista la lontananza del sito dal lago. Secondo Renata Grifoni e Antonio Mario Radmilli (La Grotta Maritza e il Fucino prima dell'età romana, 1964) la rete avrebbe potuto avere la funzione di impedire il ritorno del morto.

### Colle Santo Stefano di Ortucchio
Si trova nell'angolo sud-orientale del bacino del Fucino, in località Pozzo di Forfora. Si tratta di un abitato all'aperto stabile, come attesta la successione di almeno tre fasi insediative. Il sito, per il Neolitico, è legato alla Cultura delle ceramiche impresse; a questa fase è da correlare la presenza di un vaso zoomorfo, proveniente da una fossetta ubicata nei quadrati di scavo M24-M25, a stretto contatto con una fossetta rettilinea che costituisce una canaletta presente nell'abitato neolitico.
La fossetta ha un diametro di circa 50 cm e una profondità di 10 cm, ha una forma a conca ed è limitata verso sud e nord da ciottoli angolosi. Probabilmente in origine doveva presentare un rivestimento in argilla, vista la presenza di uno strato di limo chiaro a contatto con la parete. Tutti gli elementi individuati assimilano la fossetta alle strutture cultuali testimoniate nei siti abruzzesi in grotta (Grotta Continenza, Grotta dei Piccioni). La presenza di carboni al suo interno suggerisce l'accensione di fuochi e un legame a cerimonie rituali. L'assenza di resti umani e di prodotti derivati dalla terra e la presenza del vaso zoomorfo discostano però questa fossetta da tutte quelle rinvenute in altri siti.
Il vaso sembra rappresentare un bovide, forse un esemplare femmina con corpo ovoidale orizzontale, collo privo di orlo, alla base 4 appendici cilindriche spezzate che dovevano costituire le zampe, costolatura dal collo fino all'estremità opposta che si conclude con un'appendice triangolare che formava la coda. La frattura del vaso in corrispondenza del collo sembra indicare una progettazione dell'oggetto come recipiente in quanto le pareti del collo sono troppo sottili per poter reggere la testa e inoltre mancano frammenti di finitura del collo. Se l'interpretazione sull'animale è corretta, il contenitore potrebbe essere stato riempito di latte per l'espletazione del rituale e poi seppellito nella fossetta sacra.
L'iconografia del bovide rimanda alle fasi preceramiche del Neolitico del Vicino Oriente: recipienti zoomorfi sono frequenti anche nel Neolitico balcanico, danubiano e centro europeo, in Italia per le fasi del Neolitico antico il vaso rappresenta un unicum e trova confronti solo in oggetti datati al Neolitico più evoluto. Il vaso con la sua fossetta potrebbe rispondere a un culto di fertilità o a un rito di fondazione; mentre se l'ubicazione della fossetta, adiacente a un ambiente abitativo non è casuale, si può propendere più per un rito di fondazione.

### Villaggio di Marcianese
Il Villaggio di Marcianese è un sito ubicato nella periferia sud-occidentale di Lanciano.
Il villaggio neolitico ha restituito una serie di fondi di capanna; la struttura più grande, distinta in 3 livelli di frequentazione, tutti legati alla fase della Cultura a ceramica impressa, conteneva al fondo un pozzetto in cui alloggiava un calvario. Quest'ultimo apparteneva a un individuo di sesso femminile, morto all'età di 50-55 anni. La sua presenza ha fatto pensare a un rito di fondazione o a un culto dell'antenato (Renata Grifoni, 2000): l'individuo o parte di esso sepolto in tale contesto sarebbe divenuto un elemento protettore, un largitore di fortuna e fecondità.

### Fonti Rossi a Lama dei Peligni
Fonti Rossi è un sito acheologico ubicato sul versante meridionale della Maiella, a destra della strada che collega Casoli a Lama.
Sotto il suolo del villaggio neolitico, caratterizzato dalla cultura della ceramica impressa, a 3 metri di profondità, è stata rinvenuta una sepoltura. Si tratta di una deposizione di un individuo di sesso femminile posto entro fossa ovale, cavata dal suolo di pozzolana vergine; l'inumato giace in posizione ripiegata e tutt'intorno presenta un contorno in rozze pietre poste dopo lo scavo della fossa. La datazione al radiocarbonio, effettuata presso l'Università di Oxford, ha collocato il reperto intorno ai 6540 dal presente, periodo contemporaneo alla fondazione del sito che perciò ha permesso di leggere la presenza di questo individuo in chiave rituale e precisamente come un rito di fondazione.

### Villaggio di Catignano
Situato in località Sterpata, a 3 km dall'attuale abitato di Catignano, il sito occupa un terrazzo fluviale posto alla confluenza tra il fiume Nora e il Fosso dei Cappuccini.
All'interno delle numerose strutture che caratterizzano il villaggio, il cui nome è rappresentativo di una Cultura legata al Neolitico medio abruzzese, spicca la presenza di particolari elementi da ricondurre alla sfera cultuale-funeraria: si tratta di deposizioni umane e animali e di una grande quantità di idoletti fittili e raffigurazioni antropo-zoomorfe.
Le sepolture rinvenute a Catignano nella maggior parte dei casi sono ubicate in corrispondenza dei punti più deboli delle strutture abitative, quasi a voler evidenziare il potere protettivo rivestito dal defunto nei confronti del nucleo domestico. Emblematiche sono la cosiddetta sepoltura “Catignano 1”, posta lungo la parete est della struttura numero 9 che contiene un individuo di sesso femminile di età compresa tra i 40 e i 50 anni, posto in posizione rannicchiata sul fianco sinistro entro una fossa contemporanea alla deposizione del cadavere; il cranio presenta lesioni traumatiche e due trapanazioni.
L'individuo “Catignano 2” è stato deposto all'interno della buca numero 39: si tratta di un bambino di età compresa tra i 3 e i 5 anni, posto in posizione rannicchiata e accompagnato da un corredo costituito da una ciotoletta a pareti diritte posizionata in prossimità della testa. In prossimità del bambino inumato sono stati rinvenuti resti scheletrici di due bambini e di animali.
Interessanti appaiono anche le deposizioni di resti scheletrici di cane: nella buca numero 146 della capanna 2 giacciono i frammenti del cranio, una mandibola e un'ulna, mentre nella fossa di combustione numero 3 due emimandibole. Il ritrovamento di deposizioni di cani in questo sito come in altri, non solo del Neolitico italiano ma anche levantino, permetterebbe di valutare l'ipotesi di una sacralizzazione del cane, anche perché nella maggior parte dei casi i resti scheletrici di cane non presentano tracce di macellazione o di combustione.
Gli idoletti fittili e le varie rappresentazioni antropo-zoomorfe sono stati rinvenuti sia nella vecchia area di scavo, denominata A, sia nella più recente area denominata D.
Le rappresentazioni zoomorfe si possono riassumere in un vaso in ceramica figulina e decorato con pittura rossa, in un frammento di protome animale, in una serie di peducci di vasi polipodi e in un frammento di cornetto.
Le rappresentazioni antropomorfe sono connesse a oggetti lavorati secondo diverse tecniche artigianali: sono stati rinvenuti vasi le cui rappresentazioni furono effettuate in pittura o incisione e ancora più particolari risultano diverse rappresentazioni plastiche costituenti sopraelevazioni di anse, idoletti a modulo cilindrico, idoletti con resa stilizzata del viso e idoletti con resa a tutto tondo.

### Villaggio di Ripoli
A Ripoli è stato ritrovatoun villaggio del periodo neolitico, dove sono state ritrovate circa 80 capanne, dal quale ha preso il nome l'omonima culturaIl sito si trova su un terrazzo fluviale, sulla sponda sinistra del fiume Vibrata, nell'omonima contrada del comune di Corropoli. Nel villaggio sono state rinvenute varie rappresentazioni antropomorfe legate alla produzione fittile e alcune deposizioni di resti umani che potrebbero collegarsi a una particolare forma di rituale.
Tra le deposizioni sembra essere carica di un valore cultuale la deposizione di una donna giacente in posizione rannicchiata con lo scheletro di un cane posizionato all'altezza della tibia della donna.

### Villa Badessa
In località Coccetta, a circa 2 km dal paese di Villa Badessa. L'antico sito giace su uno stretto lembo di terrazzo fluviale delimitato a nord dal torrente Nora.
Interessante è stato il rinvenimento di una cavità, legata alle Culture di Catignano e Ripoli, contenente due sepolture accompagnate da materiali riconducibili alla sfera cultuale. La sepoltura numero 1 è costituita da una donna di circa 35 anni, giacente in posizione retratta e piegata sul fianco destro. Il corredo è costituito da un boccale dipinto coperto da un vasetto in ceramica grossolana capovolto, da un'ascia molto piccola in pietra verde levigata e da un boccale dipinto posto di fronte al viso che per la posizione trova confronto con la sepoltura “Catignano 2” dell'omonimo villaggio.
La sepoltura numero 2 vede ancora una donna di circa 20 anni posta sul fianco destro e accompagnata da un corredo costituito da 2 vasi, uno dentro l'altro, il più piccolo contenente un grumo di ocra rossa, e il più grande con probabile inizio di sopraelevazione d'ansa.